# Tritón a nymfa
Tritón a nymfa je název dvou bronzových sousoší rakouského neobarokního sochaře Viktora Oskara Tilgnera v Bratislavě.
Bratislavský rodák Viktor Tilgner patřil k významným uměleckým osobnostem své doby o čemž svědčí řada dochovaných děl. K nim patří i dvě sousoší se stejným názvem – Tritón a nymfa. Jde vlastně o kopie původního sousoší, které bylo Tilgnerovou první prací tohoto druhu.
Na počátku sedmdesátých let 19. století absolvoval Viktor Tilgner studijní pobyt v Itálii a pravděpodobně pod bezprostředním dojmem z cesty vytvořil v roce 1874 model fontánového sousoší v mírně nadživotní velikosti. Po prezentaci u široké veřejnosti se setkalo s mimořádně pozitivním ohlasem. Model zaujal i samotného císaře Františka Josefa I., který ho koupil a dal odlít do bronzu. Hotové dílo pak vystavili v nově zřízeném vídeňském parku Volksgarten nedaleko císařské rezidence Hofburg.
Viktor Tilgner se později stal profesorem Akademie umění a v této funkci uspořádal v roce 1883 výstavu svých děl v rodném městě. Po jejím skončení daroval Bratislavě jednadvacet vystavených děl, mezi nimiž byl i model zmíněného sousoší. Představitele města dílo natolik zaujalo, že v 50. letech následujícího století ho dali, stejně jako ve Vídni, odlít a vystavit na nádvoří tzv. Vodních kasáren v rodící se Slovenské národní galerii. Později, v roce 1981 dali sousoší odlít do bronzu ještě jednou. Nový odlitek použili jako ústřední prvek fontány na nádvoří Mirbachova paláce, sídla Galerie města Bratislavy.
Motivem sousoší je antický příběh o bohovi - polorybě-poločlověku Tritonovi, synu boha moře Poseidona, jak unáší mořskou nymfu Nereovnu. Příběh v Tilgnerově sochařském podání působí mimořádnou dynamičností a pohybem. Předpokládá se, že inspiraci pro své dílo našel ve figurální malířské kompozici rakouského umělce Hanse Makarta.

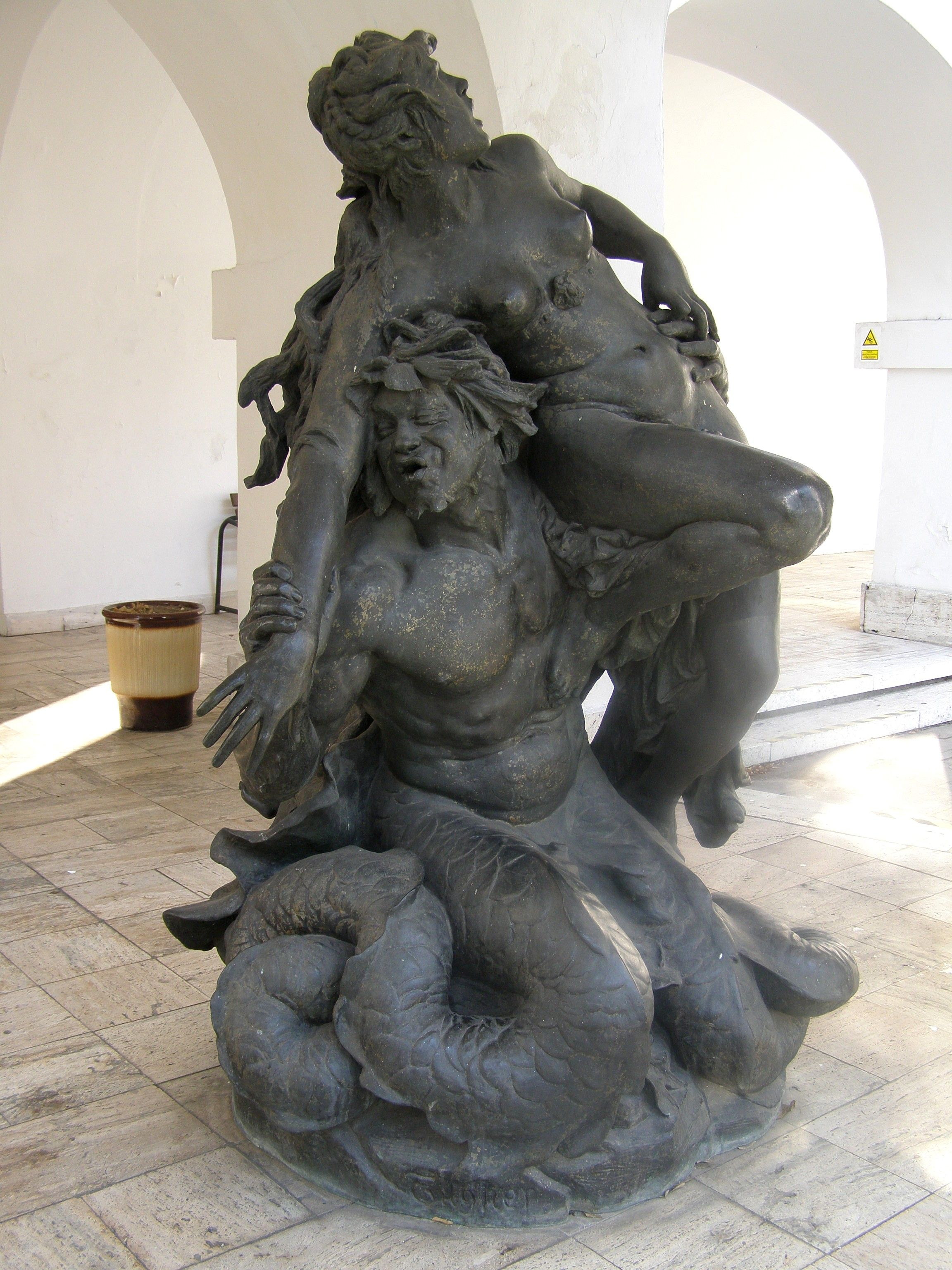
Sousoší na nádvoří Slovenské národní galérie
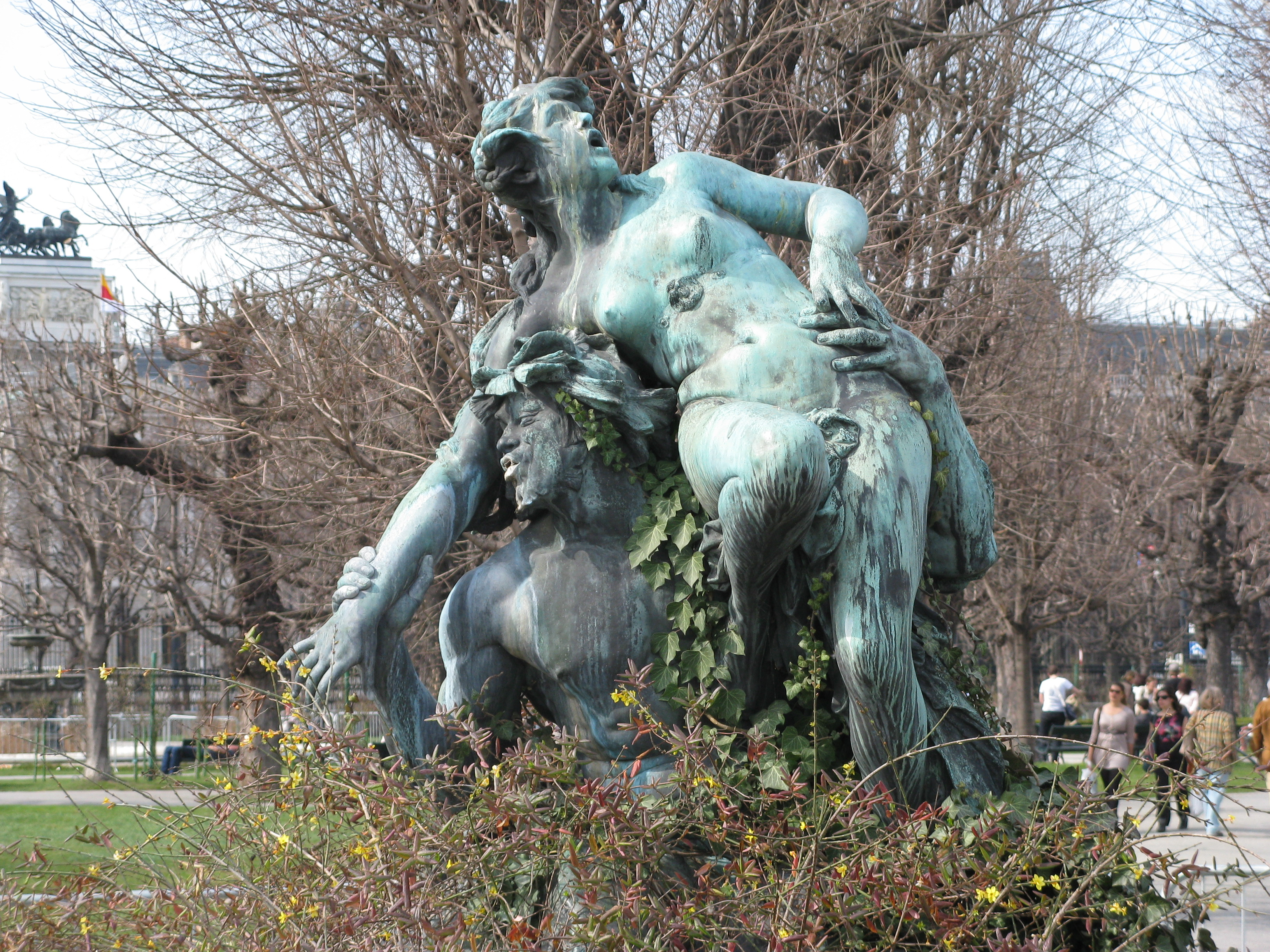
Sousoší ve vídeňské Volksgarten